# Eyecatch Junction
Eyecatch Junction (en japonés: 突風!ミニパト隊/アイキャッチジャンクション,  Toppū! Minipato tai - Aikyacchi Jankushon?) es una película japonesa de acción y comedia de 1991 dirigida por Takashi Miike.  Esta fue la segunda película dirigida por Takashi Miike, aunque se estrenó antes de Lady Hunter: Prelude to Murder, que fue la primera película que dirigió.
Eyecatch Junction, que está inspirada en el manga ¡Estás arrestado!, fue escrita por Hiro Masaki,que más tarde, formó parte de los guionistas que crearon Digimon. 

## Argumento
Cuatro mujeres policías junto con su instructora de fitness, forman un equipo secreto llamado Eyecatch Junction para derrotar a criminales y a un peligroso yakuza mediante el atletismo y la gimnasia. 

## Reparto
| Actor            | Papel              |
| ---------------- | ------------------ |
| Daisuke Nagakura | Detective Kawamura |
| Minako Fujimoto  | Miyuki             |
| Aiko Asano       | Atsuko             |
| Hiroko Nakajima  | Makoto             |
| Risa Tachibana   | Megumi             |
| Jirō Miyaguchi   | Jefe Yakuza        |
| Bu Takagui       | Jefe de Policía    |

## Lanzamiento
Eyecatch Junction fue lanzada en Japón
el 25 de octubre de 1991 directamente en vídeo (VHS),para el mercado del V-Cinema y en DVD el 2 de octubre de 2020. 
En España fue lanzada en DVD en 2013 por Trash-o-Rama,con los contenidos adicionales: Videoclip, Clip Takashi Miike, un episodio de Ultraman Max (dirigido por Takashi Miike), ficha técnica y cartel original.

## Recepción
En una reseña de Katanas y colegialas concluyen que: «En definitiva, una película inclasificable de Takashi Miike que hará las delicias de cualquier fan de sus primeras etapas más sinvergüenzas, pero también gustará a todos los admiradores del cine asiático extremo».
El crítico Alexander Knoth, en una reseña para Asian Movie Pulse, escribió: «La preferencia de Miike por lo extraño y lo extremo ya es discernible, pero está oculta una capa de tontería. Eyecatch Junction no es para todos, sin embargo, se lo recomendaría a los amantes del anime y a las personas apasionadas por el humor negro».
Reseña negativa de Asian Madness: «Eyecatch Junction es una de las peores basuras que han visto mis ojos. Por suerte para todos aquellos que vivieron aquella época, la película salió directamente al mercado doméstico, salvando de quedarse ciego a un público que la hubiese destrozado. Este es el Takashi Miike más desconocido, el cual demuestra su lado más infame dentro del cine, dejando claro que a veces hay secretos que es mejor no descubrir. Horrible y dudoso inicio de carrera».